# 飯塚敏明
飯塚 敏明（いいづか としあき）は日本の映画監督。

## 人物
栃木県生まれ。「流れくノ一伝説」シリーズなどのオリジナルビデオや、アイドルのイメージビデオの監督として活躍。
2008年、奥山和由がエグゼクティブプロデューサーを務めたドキュメンタリー映画「東京ソーダ水」で劇場デビューを果たした。
現在は、映像活動を休止している。

## 主な監督作品

### 映画
- 東京ソーダ水 （2008年） 総監督・構成・編集・プロデューサー
- プリーズ・ブリーズ （2005年） 監督・脚本・製作
- 冒険家たち （2004年） 監督・脚本・製作
- カラード （2000年） 監督・共同脚本・製作

### オリジナルビデオ
- 流れくノ一伝説 （2003年） 監督・制作

### イメージビデオ
- 熊田曜子
- くまきりあさ美